# Pine Level (Florida)
Pine Level es un lugar designado por el censo ubicado en el condado de Santa Rosa en el estado estadounidense de Florida. En el Censo de 2010 tenía una población de 227 habitantes y una densidad poblacional de 12,91 personas por km².

## Geografía
Pine Level se encuentra ubicado en las coordenadas 30°53′21″N 87°10′10″O / 30.88917, -87.16944. Según la Oficina del Censo de los Estados Unidos, Pine Level tiene una superficie total de 17.59 km², de la cual 17.4 km² corresponden a tierra firme y (1.05%) 0.18 km² es agua.

## Demografía
Según el censo de 2010, había 227 personas residiendo en Pine Level. La densidad de población era de 12,91 hab./km². De los 227 habitantes, Pine Level estaba compuesto por el 92.95% blancos, el 0% eran afroamericanos, el 1.32% eran amerindios, el 0% eran asiáticos, el 0% eran isleños del Pacífico, el 2.2% eran de otras razas y el 3.52% pertenecían a dos o más razas. Del total de la población el 3.08% eran hispanos o latinos de cualquier raza.